# Aulacoserica ardoini
Aulacoserica ardoini är en skalbaggsart som beskrevs av Frey 1968. Aulacoserica ardoini ingår i släktet Aulacoserica och familjen Melolonthidae. Inga underarter finns listade.